# Publius Cornelius Scipio Nasica (Kr. e. 191)
Publius Cornelius Scipio Nasica (Kr. e. 3. század második fele – Kr. e. 2. század közepe) római politikus, hadvezér, a patricius származású Cornelia gens tagja volt. Atyja, Cnaeus Calvus Kr. e. 222-ben volt consul, és Kr. e. 211-ben esett el Hispania területén. Ő volt a később fontos szerepet játszó Nasica-család alapítója, továbbörökített ragadványnevének jelentése: hegyes orrú.
Kr. e. 204-ben hallunk róla először, amikor is, bár még a quaestori magistratura betöltéséhez is fiatal volt, őt bízták meg, hogy a római matrónákkal együtt Ostiában átvegye a Pesszinoszból hozott Idaioszi Anyát. Kr. e. 200-ban a Venusia colonia betelepítéséért felelős triumvirátus tagja volt, Kr. e. 196-ban aedilis curulis, Kr. e. 194-ben pedig praetor volt. Ebben az évben és a következőben Hispania Ulteriorban hadakozott sikerrel, ennek ellenére Kr. e. 192-ben hiába pályázott a consuli méltóságra; azt csak befolyásos unokatestvére, Publius Scipio Africanus támogatásával nyerhette el Kr. e. 191-ben, Manlius Acilius Glabrio kollégájaként.
Consuli évében legyőzte a boikat, diadaláért pedig triumphust tarthatott. Kr. e. 187-ben másik unokatestvére, Lucius Asiaticus védelmére kelt, amikor megvádolták azzal, hogy III. Antiokhosz ellen vívott háborúja során az ellenfél megvesztegette őt. Kr. e. 184-ben hiába pályázott a censori méltóságra, Marcus Porcius Cato legyőzte.
Kr. e. 183-ban és 182-ben Aquileia colonia megszervezéséért felelős triumvirátusban játszott szerepet. Utoljára Kr. e. 171-ben hallunk róla, amikor a kormányzói visszaélések ellen tiltakozó hispaniaiak többek között őt kérték fel ügyvédjüknek.
Pomponius és Cicero szerint jeles jogász volt, a senatus vásárolt is neki egy házat a Via Sacrán, hogy könnyedén kikérhessék tanácsát szükséges esetben. Fia, Publius Nasica Corculum kétszeres consul, censor és pontifex maximus, illetve szintén híres jogász lett.
| Elődei: Lucius Quinctius Flamininus és Cnaeus Domitius Ahenobarbus | Consul i. e. 191 collega: Manlius Acilius Glabrio | Utódai: Lucius Cornelius Scipio Asiaticus és Caius Laelius |

## Külső hivatkozások
- Dictionary of Greek and Roman Biography and Mythology. Szerk.: William Smith. Boston, C. Little & J. Brown, 1867.
Elérhető a Michigani Egyetem Könyvtárának honlapján: I. kötet (A–D); II. kötet (E–N); III. kötet (O–Z).